# خرافة أخلاقية
الخرافة الأخلاقية (بالإنجليزية: apologue or apolog)‏ حكاية ذات أحداث خيالية توضع عادة على ألسنة الحيوان أو الطير ويقصد بها إفادة حكمة بالغة أو موعظة أخلاقية في إطار سردي جذاب، وقد تكون رمزية تحمل وضع اجتماعي أو سياسي معين.
ومثالها في الأدب العربي كتاب كليلة ودمنة الذي نقله ابن المقفع عن الفهلوية، وحكايات أحمد شوقي الشعرية المنشورة في ديوانه والتي ألف بعضها وحاكى لافونتين في بعضها الآخر.
و في الأدب الغربي حكايات لافونتين التي ترجمها شعرًا عاميًا محمد عثمان جلال وأسماها العيون اليواقظ في الأمثال والمواعظ، ورواية جورج أورويل مزرعة الحيوان.